# Wilcza Wola (Mazovie)
Pour les articles homonymes, voir Wilcza Wola.
Wilcza Wola [ˈvilt͡ʂa ˈvɔla] est un village polonais, dans le Powiat de Szydłowiec et dans la voïvodie de Mazovie dans le centre-est de la Pologne.
Il est situé à environ 10 kilomètres au nord de Szydłowiec et à 101 kilomètres au sud de Varsovie.

Sa population compte 135 habitants en 2006.